# BMW M4 DTM

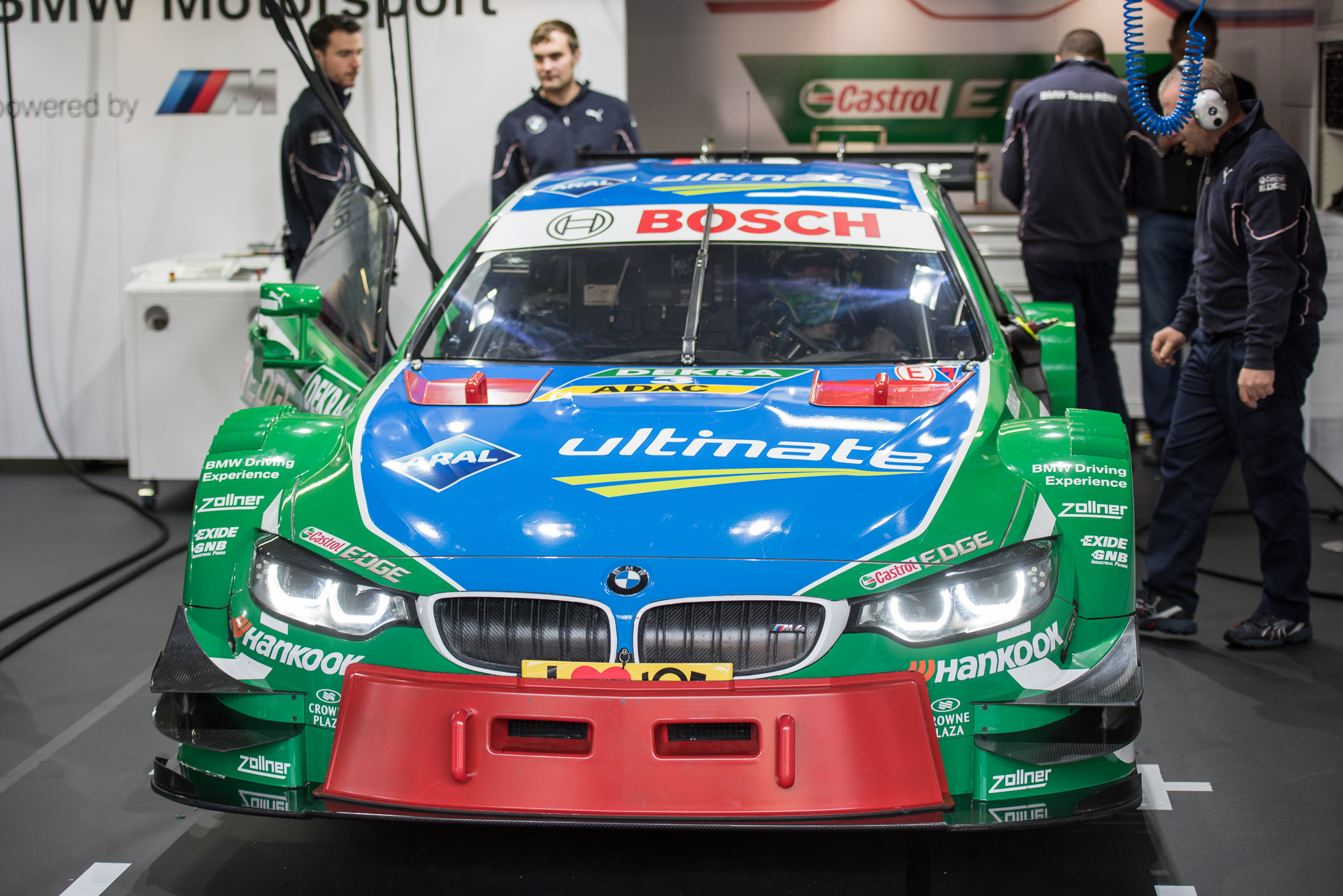
O BMW M4 DTM de Augusto Farfus em 2014.

O BMW M4 DTM é um carro da categoria turismo DTM construído pelo fabricante alemão BMW AG.
Apresentado em 2014, ele vem competindo desde então em substituição ao BMW M3 DTM, que vinha sendo usado desde 2012.

## Projeto e desenvolvimento
O BMW M4 DTM, é uma versão de competição do modelo BMW M4 Coupé para a categoria DTM, o desenvolvimento do projeto em túnel de vento teve início em abril de 2013, e sua estreia nas pistas (em testes) ocorreu em Monteblanco (Espanha) em 11 de fevereiro de 2014. Sua primeira vitória ocorreu na corrida de Hockenheim e durante a temporada de 2014 do DTM, conseguiu mais quatro vitórias.
O modelo fez sua estreia oficial nas pistas nos testes do ITR entre 31 de março e 3 de abril de 2014 em Budapeste (Hungria).